# Лъв (хералдически символ)
Вижте пояснителната страница за други значения на Лъв.
Лъвът и леопардът са най-предпочитаните животни в хералдиката. Лъвът олицетворява силата, мъжеството и великодушието, а леопардът – храбростта и смелостта. Лъвът се среща толкова често в гербовете, че за различните му пози са измислени специални названия. В хералдиката се срещат лъвове с всякакви цветове, но най-разпространеният цвят е златният (традиционно наименование на жълтото и неговите оттенъци в хералдиката).
Обичайната хералдическа поза на лъва е в профил, като се виждат едното око и ухо. Стои на задни лапи, а предните са извъртени надясно; от устата излиза кървав език, опашката е издигната нагоре и краят ѝ е опрян в гърба. В гербовете лъвът обикновено е един; но могат да са и два; ако са повече на брой, те се наричат лъвчета (на френски: lionceaux).
При фигурата на леопарда за разлика от тази при лъва, се виждат и двете очи, той е ходещ, т.е. стои на три крака, а четвъртият е издаден напред; опашката не се опира в гърба, а е издигната нагоре и пада обратно. Затова лъв имащ, един от тези елементи, принадлежащи на леопарда, се нарича леопардоподобен лъв (на френски: lion leoparde); и обратно, леопард, заимствал елементи от лъва, се нарича лъвоподобен леопард (на френски: le'opard lione).
По други признаци на лъва се дават следните определения: въоръжен (на френски: arme), ако ноктите не са с цвета, с който е боядисано тялото; (на френски: Lampassé), ако изплезеният език е кървав; коронован (на френски: couronne), ако на главата има корона, обикновено назъбена; смирен (на френски: morne), ако е без зъби, без нокти и изплезен език; безопашен (на френски: diffame) или с драконова опашка (на френски: dragonne), ако долната част на тялото на лъва завършва с опашка на дракон.
Раждащ се (на френски: naissant) е лъв, на който се вижда само горната половина на тялото; но когато в горната част на щита се виждат главата му, раменете, краищата на предните лапи и опашката, тогава лъвът е прохождащ (на френски: issant).
Лъвът е тотем и в родовия герб на рода Рюрикови.
Стилизирани изображения на лъв има в Първото българско царство. Лъвът като символ на власт, сила и храброст е засвидетелстван още през 13 век, открит в западноевропейски гербовници – като най-стария герб на „краля“ на България от гербовника на Лорд Маршал, датиращ от 1295 г.

## Гербове

### Лъвове, стоящи на задни лапи
- Герб на Йерусалим
- Герб на Чехия, с двуопашни лъвове – символ на Бохемия
- Герб на Бохемия
- Герб на Армения
- Герб на Прага
- Герб на Люксембург
- Герб на Белгия
- Флаг на Фландрия
- Герб на Нидерландия
- Герб на Швеция
- Герб на Швеция по време на царуването на Ерик XIV (1560 – 1568)
- Герб на Шотландия
- Герб на Норвегия
- Герб на Финландия
- Герб на Леон, Испания
- Герб на Мароко
- Герб на Грузия
- Герб на Белгород
- Герб на Галицко-Волинското княжество
- Големият герб на Лвов (2 лъва – стоящ на задни лапи и вървящ с вдигната дясна предна лапа)
- Герб на 14-а гренадирска дивизия СС „Галичина“ (1-ва украинска)
- Герб на Армения приет на 23 август 1990
- Герб на Филипините
- Кралският герб на Обединеното кралство
- Герб на правителството на Обединеното кралство
- Кралски герб, използван в Шотландия
- Герб на Гибралтар
- Герб на Алберт фон Сакс-Кобург-Гота
- Герб на Александра Датска
- Герб на Английската Република (1649 – 1653)
- Герб на Англия (1554 – 1558)

### Лъвове с вдигната дясна предна лапа
- Герб на Херцогство Аквитания
- Герб на Англия
- Герб на Уелс
- Герб на Черна гора
- Герб на Естония
- Герб на Лвов
- Герб на Ереван
- Герб на Таджикистан (1992 – 1993)
- „Лъв и Слънце“ – Герб на Иран (1423 – 1980)

### Исторически гербове, печати и монограми на България
- 1295. Герб на „краля“ на България, Гербовник на Лорд Маршал Архив на оригинала от 2006-11-09 в Wayback Machine..
- 1483. Герб на императора на България, Общ гербовник, Констанцки кодекс, Конрад фон Грюненберг.
- 1595. Герб на България, Гербовник на Кориенич-Неорич.
- 1688. Герб на България, Знаци и гербове, Янез В. Валвасор.
- 1702. Герб на България, „Стематография“, Павел Ритер-Витезович.
- 1741. Герб на България, „Стематография“, Христофор Жефарович.
- 1844. Герб на България, „Царственик“, Христаки Павлович.
- 1879 – 1880. Герб на княз Александър I Батенберг използван и като държавен.
- 1881 – 1927. Герб на България.
- 1927 – 1946. Герб на Царство България. По проекта на Стефан Баджов.
- 1946 – 1948. Герб на Народна република България.
- 1948. Герб на Народна република България.
- 1948 – 1967. Герб на Народна република България.
- 1967 – 1971. Герб на Народна република България.
- 1971 – 1990. Герб на Народна република България.
- Герб на Република България.

### Източни варианти
- Герб на Индия
- Герб на Шри Ланка
- Флаг на Тибет
- Герб на правителството на Тибет в изгнание